# Rotemberk
Rotemberk (též Neznašov) je zaniklý hrad severně od vesnice Habřina v okrese Hradec Králové. Jeho zbytky se nacházejí na protáhlé ostrožně nad levým břehem potoka Hustířanka v nadmořské výšce 300 metrů. Od roku 1964 jsou spolu se zbytky blízkého hradu Vražba a tvrzištěm v Habřině chráněny jako kulturní památka.

## Historie
Po zániku staršího hradu Vražba pravděpodobně Rotemberk převzal sídelní a správní funkci panství. Archeologicky byla doložena existence hradu ve čtrnáctém a patnáctém století. Ojedinělý střep s nejistou datací by mohl pocházet už ze třináctého století. Prvním známým majitelem hradu byl roku 1371 (nebo 1370) uváděný Ješek z Neznášova. Jeho potomkům hrad patřil až do roku 1457, kdy se připomíná vdova Anna po Čeňkovi z Neznášova. Dalším majitelem byl v roce 1494 Bavor z Hustířan. Když zemřel, zdědil část panství s hradem jeho syn Jiřík. Po Jiříkově smrti panství získal jeho bratr Jan starší, za kterého se v roce 1542 v Deskách zemských hrad uvádí jako pustý.

## Stavební podoba
Dochovaná podoba hradu je ovlivněná zemědělskými úpravami pozemků. Na východní straně se nachází protáhlé předhradí, v jehož čele se nachází nevýrazný zbytek valu, který však může být pravěkého původu (z období lužické kultury nebo mladší). Vlastní dvojdílný hrad je od této plošiny oddělen šíjovým příkopem. Dochovaly se pozůstatky opevnění na jižní a východní straně. Na jižní straně je také patrná prohlubeň po podsklepené budově a v jihovýchodním nároží bývala studna. V čele hradu pravděpodobně stála okrouhlá věž. Hradní jádro bylo chráněné dalším příkopem a je zřejmě ukázkou tzv. zavřeného hradu, u kterého obvodové zdi zůstanou stát, zadrží zřícené zdivo vyšších pater a časem vytvoří pahorek, jehož povrch se nachází vysoko nad středověkou úrovní terénu.

## Přístup
Zbytky hradu jsou volně přístupné po odbočce z modře značené turistické trase ze Smiřic do Velichovek. Pod ostrožnou také vede značená cyklotrasa č. 4252 z Velichovek do Habřiny.